# Orden de la Casa del Principado de Lippe
La Orden de la Casa Principesca de Lippe (en alemán, Fürstlich Lippischen Hausordens) es una orden conjunta de los principados soberanos de Lippe y Schaumburg-Lippe.

## Historia
Fue fundada el 25 de octubre de 1865 por Leopoldo III de Lippe y Adolfo I Jorge de Schaumburg-Lippe como condecoración bajo el nombre de Cruz de Honor de Casa de Lippe (Ehrenkreuz des Fürstlich Lippischen Gesammthauses).
El antecedente de la orden fue la fundada por la hermana mayor de Simón Augusto de Lippe Isabel Carlota (1721-1793), y destinada a mujeres.
Sus estatutos otorgados el 25 de octubre de 1865 serían revisados en distintas ocasiones: abril de 1871, 10 de septiembre de 1877, 18 de abril de 1889 y 30 de mayo de 1907.

## Estructura
De acuerdo con sus últimos estatutos (1907) la orden se dividía en seis clases, a las que se agregaba una condecoración:
- Cruz de honor de primera clase,
- Cruz de honor de segunda clase (con hojas de roble),
- Cruz de honor de segunda clase,
- Cruz de honor de tercera clase (con hojas de roble),
- Cruz de honor de tercera clase,
- Cruz de honor de cuarta clase,
- Cruz de honor civil.

Originalmente contó con tres clases (primera, segunda y tercera).

### Individuales
1. ↑  Gustav Heynke, ed. (1907). Statut des Fürstlich Lippischen Hausordens (en alemán). Detmold.